# Ủy ban Tái bầu cử Tổng thống
Ủy ban Tái bầu cử Tổng thống, còn được gọi là Ủy ban bầu cử lại Tổng thống (tiếng Anh: Committee for the Re-election of the President hay Committee to Re-elect the President; viết tắt là CRP, nhưng thường bị chế nhạo bằng từ viết tắt CREEP; tạm dịch: Người làm người khác phải ghê rợn), chính thức, là một tổ chức gây quỹ của Tổng thống Hoa Kỳ Richard Nixon trong chiến dịch tái tranh cử năm 1972 của ông trong vụ bê bối Watergate.